# Szovjet labdarúgó-szuperkupa
A szovjet labdarúgó-szuperkupát (oroszul: Суперкубок СССР по футболу, magyar átírásban: Szuperkubok SZSZSZR po futbolu), vagy más néven szezonális kupa (oroszul: Кубок Сезона, magyar átírásban: Kubok Szezona) az aktuális szovjet bajnok és szovjetkupa-győztes között rendezték meg. A trófeáért vívott párharc sosem öltött szabályos jelleget (mint napjainkban), 1977 és 1988 között mindössze 7 alkalommal került megrendezésre, ráadásul a következő bajnoki szezon közepén rendezték meg, ami újabb terhet rótt az érintett csapatokra.
A szovjet szuperkupa legeredményesebb csapata az ukrán Gyinamo Kijev lett, 3 alkalommal hódította el a trófeát.

## Szuperkupa-döntők
| Év   | Helyszín                                                        | Kupagyőztes                                   | Eredmény                        | Vesztes csapat                               |
| ---- | --------------------------------------------------------------- | --------------------------------------------- | ------------------------------- | -------------------------------------------- |
| 1977 | Tbiliszi, Grúzia                                                | Gyinamo Moszkva (szovjet kupagyőztes)         | 1 – 0                           | Gyinamo Kijev (szovjet bajnok)               |
| 1980 | Szimferopol, Ukrajna                                            | Gyinamo Kijev (szovjet bajnok)                | 1 – 1 (h.u.) 5 – 4 (11-esekkel) | Sahtyor Donyeck (szovjet kupagyőztes)        |
| 1983 | 1. mérk.: Doneck, Ukrajna 2. mérk.: Dnyipropetrovszk, Ukrajna   | Sahtyor Donyeck (szovjet kupagyőztes)         | 1. mérk.: 2 – 1 2. mérk.: 1 – 1 | Dnyepro Dnyepropetrovszk (szovjet bajnok)    |
| 1984 | 1. mérk.: Leningrád, Oroszország 2. mérk.: Moszkva, Oroszország | Zenyit Leningrad (szovjet bajnok)             | 1. mérk.: 2 – 1 2. mérk.: 1 – 0 | Gyinamo Moszkva (szovjet kupagyőztes)        |
| 1985 | Kijev, Ukrajna                                                  | Gyinamo Kijev (szovjet bajnok és kupagyőztes) | 2 – 2 (h.u.) 3 – 1 (11-esekkel) | Sahtyor Donyeck (szovjet kupadöntő vesztese) |
| 1986 | Moszkva, Oroszország                                            | Gyinamo Kijev (szovjet bajnok)                | 1 – 1 (h.u.) 5 – 4 (11-esekkel) | Torpedo Moszkva (szovjet kupagyőztes)        |
| 1988 | Szocsi, Oroszország                                             | Dnyepro Dnyepropetrovszk (szovjet bajnok)     | 3 – 1 (h.u.)                    | Metalliszt Harkov (szovjet kupagyőztes)      |

## Örökmérleg
| Csapat                   | Bajnoki címei        | Döntős       |
| ------------------------ | -------------------- | ------------ |
| Gyinamo Kijev            | 3 (1980, 1985, 1986) | 4 alkalommal |
| Sahtyor Donyeck          | 1 (1983)             | 3 alkalommal |
| Gyinamo Moszkva          | 1 (1977)             | 2 alkalommal |
| Dnyepro Dnyepropetrovszk | 1 (1988)             | 2 alkalommal |
| Zenyit Leningrad         | 1 (1984)             | 1 alkalommal |
| Metalliszt Harkov        | –                    | 1 alkalommal |
| Torpedo Moszkva          | –                    | 1 alkalommal |

## Lásd még
- Szovjet labdarúgó-bajnokság
- Szovjet kupa